# Rumex acetosa subsp. acetosa
Rumex acetosa subsp. acetosa é uma subespécie de planta com flor pertencente à família Polygonaceae.
A autoridade científica da subespécie é L., tendo sido publicada em Sp. Pl. 1: 337 (1753).
Os seus nomes comuns são azeda, azeda-brava, erva-vinagreira ou vinagreira.
Planta de talo erecto, simples e estriado, que pode chegar a atingir até um metro de altura, distinguindo-se pela coloração avermelhada da base. As raízes são perenes, um pouco lenhosas, e arraigam-se profundamente em solos húmidos.
As folhas são lanceoladas, carnosas e comestíveis, se bem que com um sabor acre, como o nome da planta já indica. As folhas inferiores estão seguras por um pecíolo fino que se vai estreitando e diminuindo, até desaparecer, à medida que se passa para as folhas superiores. As flores são dióicas e figuram na parte superior do talo, formando ramalhetes de flores de cor avermelhada, que ao amadurecer se tornam purpúreas. A cepa, da qual brotam copiosas raízes sinuosoas, é pouco tuberosa. A planta tem dois sexos: macho e fêmea.
As sementes maduras são reluzentes e castanhas.
A azeda encontra-se distribuída naturalmente pela Europa, mormente na orla Mediterrânica; na Ásia não tropical; no Norte de África e na Austrália. No Norte do continente americano figura como uma espécie neófita.

## Portugal
Trata-se de uma espécie presente no território português, nomeadamente em Portugal Continental, mais concretamente, em todas as zonas do país, salvo o Sudeste meridional, o Sudoeste setentrional, o Sudoeste montanhoso e todas as zonas do Algarve, desde Barrocal algarvio ao Sotavento.
Em termos de naturalidade é nativa da região atrás indicada.

## Ecologia
Privilegia os bosques húmidos e as zonas sombrias perto de cursos de água. Sendo certo que é capaz de prosperar tanto em solos secos como húmidos, prefere os solos ácidos (pH inferior a 7), ricos em ferro e com níveis moderados de fósforo.

## Protecção
Não se encontra protegida por legislação portuguesa ou da Comunidade Europeia.
É uma planta fácil de cultivar, flora de Maio a Setembro e pode colher-se entre os meses de Abril e Junho.
A acidez da azeda deve-se ao bioxalato de potassa (5 a 9%), popularmente designado de sal-de-azedas, que é além de ser um dos principais responsáveis pelas suas qualidades medicinais. Contém vitamina C (80 mg/100 g), quercitrina, vitexina e derivados antraquinónicos como a emodina e taninos. Outro componente de interesse é o resveratrol.
Graças ao seu sabor peculiar, usa-se como condimento na elaboração de vários pratos, cozida ou em cru em saladas. A sopa de azedas é um prato popular em vários países europeus. Apresenta efeitos diuréticos. Devido ao elevado conteúdo de Vitamina C considera-se antiescorbútica. 

## Uso histórico
Com base no expendido por Plínio, o Velho, na sua obra «Naturalis Historia», no livro XX, no capítulo LXXXV, dedicado especificamente a esta planta, ficamos a saber que os romanos antigos usavam esta planta para confeccionar teríagas contra a aguilhoada de escorpiões. Na mesma época, confeccionava-se um decocto da raiz da azeda, demolhada em vinagre, que era usado como elixir para tratar da icterícia. A semente, por seu turno, era usada em preparados destinados a acalmar as maleitas do estômago.
Quando misturada com banha era usada para fazer um unguento usado para ajudar a sarar as escaras da escrófula.

As folhas, quando assadas, chegaram a ser usadas emplastros para ajudar a sarar chagas. Eram usadas para fazer mezinhas, macerando as folhas e misturando-as com azeite de loureiro para tratar picadas de animais. Outra mezinha que com ela se fazia, para sarar feridas e diminuir inchaços, servia-se do talo, que embrulhado em folha de couve, era cozida em cinzas e ulteriormente mesclado com azeite e aplicado como emplastro sobre a zona afectada.